# Tomasz Jakubiak (żeglarz)
Tomasz Jakubiak (ur. 22 lipca 1978 w Mrągowie) – polski żeglarz, olimpijczyk z Sydney 2000 i Aten 2004.
Żeglarz w olimpijskiej klasie 470. Pierwsze sukcesy odniósł jako junior zdobywając dwa tytuły mistrza świata w roku 1998, 1999 w klasie 470.
W latach 1997–2004 był mistrzem Polski w parze z Tomaszem Stańczykiem.
Uczestnik mistrzostw Świata w roku 2003 (24. miejsce), 2004 (44. miejsce)
Uczestnik mistrzostw Europy w roku 2004 podczas których zajął 35. miejsce.
W roku 2009 wywalczył brązowy medal mistrzostw Polski w klasie Delphia
Na igrzyskach olimpijskich w roku 2000 wystartował w klasie 470 zajmując 22. miejsce, w roku 2004 zajął 21. miejsce.
Zawodnik Bazy Mrągowo i Spójni Warszawa.